# امیرعلی آذرپیرا
امیرعلی آذرپیرا (زاده ۶ فروردین ۱۳۸۱ در تهران) کشتی‌گیر آزادکار، ورزشکار تیم ملی ایران است. او موفق به کسب مدال طلا در وزن ۹۷ کیلوگرم مسابقات زیر ۲۳ سال ۲۰۲۱ و ۲۰۲۲ شد. وی همچنین موفق به کسب مدال طلا در وزن ۹۷ کیلوگرم مسابقات زیر ۲۰ سال آسیا ۲۰۲۲ و مدال برنز در وزن ۹۷ کیلوگرم  المپیک پاریس ۲۰۲۴ شده است.

## زندگی‌نامه
امیرعلی آذرپیرا متولد  ۶ فروردین ۱۳۸۱ در تهران و منطقه ۱۳ و فلکه اطلاعات می‌باشد. وی فرزند کشتی‌گیر سابق حمید آذر پیرا است.

## فعالیت حرفه‌ای ورزشی

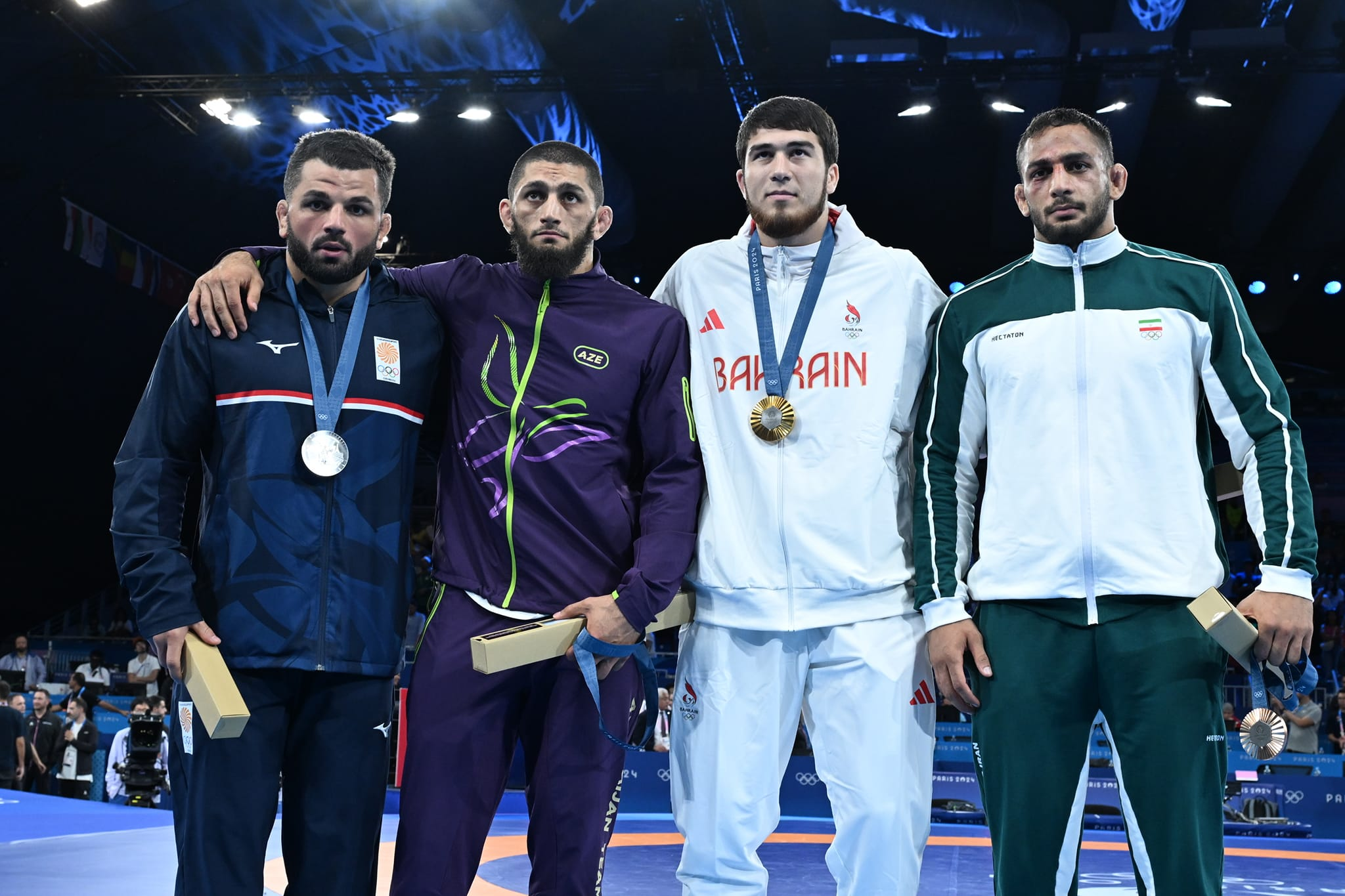
ماگومدخان ماگومدوف در بازی‌های المپیک تابستانی ۲۰۲۴

او از ۹ سالگی و از طریق پدرش حمید آذر پیرا کشتی‌گیر سابق، با این رشته آشنا شد و این رشته را زیر نظر پدرش ، بعنوان اولین مربی او ، آغاز کرد . وی همچنین تمرینات خود را زیر نظر آقای نجاریان و آقای اسماعیل پلویی دنبال کرد. او اولین مدال‌های خود را در رده‌ها خردسالان و نوجوانان گرفت و از رده نوجوانان ملّی پوش شد.

### زیر ۲۳ سال جهان ۲۰۲۱
در وزن ۹۷ کیلوگرم امیرعلی آذرپیرا در دور اول با نتیجه ۵ بر صفر واسیل پولیوچنکا از بلاروس را مغلوب کرد. وی در دور بعد و در مرحله یک چهارم نهایی مقابل زوریکو اورتاشویلی از گرجستان با نتیجه ۵ بر ۳ به پیروزی دست یافت و به مرحله نیمه نهایی راه یافت. آذرپیرا در این مرحله با نتیجه ۹ بر صفر جاناتان آیلو از آمریکا را از پیش رو برداشت و راهی دیدار نهایی شد. حریف وی در دیدار پایانی رادو لیفتر دارنده مدال نقره زیر ۲۳ سال اروپا از کشور مولداوی بود که توانست او را با نتیجه ۷ بر ۳ مغلوب کرده و به مدال طلا دست یابد.

### جوانان جهان ۲۰۲۲
در وزن ۹۷ کیلوگرم امیرعلی آذرپیرا در دور نخست با نتیجه ۱۱ بر صفر تویوکی هامادا از ژاپن را مغلوب کرد. وی در دور بعد زلیم خان موسیخانوف از قزاقستان را با نتیجه ۱۰ بر صفر از پیشرو برداشت و راهی مرحله نیمه نهایی شد. آذرپیرا در این مرحله با نتیجه ۶ بر ۴ مغلوب ریفات گیداک از ترکیه شد و به دیدار رده بندی رفت. وی در این دیدار با نتیجه ۵ بر ۱ از سد داوید مچدلیدزه از اوکراین گذشت و صاحب مدال برنز شد.

### زیر ۲۳ سال جهان ۲۰۲۲
در وزن ۹۷ کیلوگرم امیرعلی آذرپیرا در دور نخست با نتیجه ۱۲ بر ۲ واسیل سووا از اوکراین را مغلوب کرد و به مرحله یک چهارم نهایی راه یافت. وی در این مرحله با نتیجه ۱۰ بر صفر ریچارد وق از مجارستان را مغلوب کرد و به مرحله نیمه نهایی راه یافت. آذرپیرا در این دیدار با نتیجه ۸ بر صفر از سد ارطغرل آگجا از آلمان گذشت و راهی دیدار نهایی شد. وی در این دیدار با نتیجه ۵ بر ۳ از سد تانر اسلوان از آمریکا گذشت و به مدال طلا دست یافت.

### جام جهانی کشتی آزاد آمریکا ۲۰۲۲
امیر علی آذرپیرا در سال ۲۰۲۲ تنها ملی پوش وزن ۹۷ کیلوگرم این تورنومنت بین‌المللی بود و توانست عملکرد عالی ای را از خود به نمایش بگذارد؛ در برابر تیم ژاپن ۱۳ بر ۲ حریف خود را از پیش رو برداشت و در برابر تیم ستارگان جهان که از بهترین کشتی گیران جهان توسط اتحادیه جهانی کشتی تشکیل شده بود، باتیربک تساکالوف نایب قهرمان جهان در سال ۲۰۲۲ بلگراد را ۱۰ بر صفر شکست داد.

### قهرمانی جهان ۲۰۲۳
در وزن ۹۲ کیلوگرم که ۲۴ نفر حضور دارند، امیرعلی آذرپیرا در دور اول به مصاف جانگ وو-مین از کره جنوبی رفت و با پیروزی ۱۱ بر صفر برابر این حریف به مرحله بعد صعود کرد. ملی پوش ایرانی در دور بعد با زاهید والنسیا از آمریکا مبارزه کرد و هر چند در ابتدا ۴ امتیاز به حریف داد اما در ادامه با اجرای فن‌های متوالی از این کشتی‌گیر پیش افتاد اما بازهم غافلگیر شد و در نهایت ۱۲ بر ۹ بازنده شد. با توجه به شکست والنسیا کشتی‌گیر آمریکایی، امیرعلی آذرپیرا از دور رقابتهای کشتی آزاد قهرمانی جهان کنار رفت.

### المپیک ۲۰۲۴ پاریس
در وزن ۹۷ کیلوگرم که ۱۶ نفر حضور دارند، امیرعلی آذرپیرا در دور نخست با احمد تاژدینوف قهرمان جهان از بحرین مبارزه کرد که در این دیدار آذرپیرا با نتیجه ۳ بر ۴ مغلوب حریف خود شد. آذرپیرا در شرایطی می‌توانست راهی مرحله شانس مجدد شود که حریفش احمد تاژدینوف فینالیست می‌شد که تاژدینوف در مرحله نیمه‌نهایی با نتیجه ۶ بر ۴ از سد کایل اسنایدر آمریکایی گذشت و راهی دیدار پایانی شد و با توجه به این نتیجه امیرعلی آذرپیرا هم‌ راهی گروه بازنده‌ها شد. آذرپیرا در مرحله رده‌بندی به مصاف کایل اسنایدر رفت که در این دیدار با نتیجه چهار بر یک به پیروزی رسید و به مدال برنز المپیک رسید.